# Paro simoni
Paro simoni es una especie de araña araneomorfa de la familia Linyphiidae. Es el único miembro del género monotípico Paro.

## Distribución
Es un endemismo de la isla de Rapa en la Polinesia Francesa. 